# Coulombiers
|  | Per a altres significats, vegeu «Coulombiers (Sarthe)». |

Coulombiers és un municipi francès al departament de la Viena (regió de la Nova Aquitània. L'any 2007 tenia 1.091 habitants.

## Demografia

### Població
El 2007 la població de fet de Coulombiers era de 1.091 persones. Hi havia 434 famílies de les quals 84 eren unipersonals (42 homes vivint sols i 42 dones vivint soles), 154 parelles sense fills, 171 parelles amb fills i 25 famílies monoparentals amb fills.
La població ha evolucionat segons el següent gràfic:

### Habitatges
El 2007 hi havia 456 habitatges, 431 eren l'habitatge principal de la família, 6 eren segones residències i 18 estaven desocupats. 442 eren cases i 13 eren apartaments. Dels 431 habitatges principals, 319 estaven ocupats pels seus propietaris, 102 estaven llogats i ocupats pels llogaters i 10 estaven cedits a títol gratuït; 2 tenien una cambra, 12 en tenien dues, 57 en tenien tres, 156 en tenien quatre i 204 en tenien cinc o més. 350 habitatges disposaven pel capbaix d'una plaça de pàrquing. A 171 habitatges hi havia un automòbil i a 237 n'hi havia dos o més.

### Piràmide de població
La piràmide de població per edats i sexe el 2009 era:
| Homes | Edats   | Dones |
| ----- | ------- | ----- |
| 0     | 95 o +  | 0     |
| 4     | 90 a 94 | 4     |
| 4     | 85 a 89 | 4     |
| 4     | 80 a 84 | 20    |
| 12    | 75 a 79 | 16    |
| 12    | 70 a 74 | 12    |
| 20    | 65 a 69 | 16    |
| 32    | 60 a 64 | 32    |
| 24    | 55 a 59 | 12    |
| 28    | 50 a 54 | 32    |
| 56    | 45 a 49 | 60    |
| 36    | 40 a 44 | 44    |
| 28    | 35 a 39 | 32    |
| 24    | 30 a 34 | 36    |
| 52    | 25 a 29 | 40    |
| 32    | 20 a 24 | 24    |
| 20    | 15 a 19 | 36    |
| 24    | 10 a 14 | 24    |
| 32    | 5 a 9   | 60    |
| 36    | 0 a 4   | 48    |

## Economia
El 2007 la població en edat de treballar era de 739 persones, 591 eren actives i 148 eren inactives. De les 591 persones actives 544 estaven ocupades (292 homes i 252 dones) i 47 estaven aturades (20 homes i 27 dones). De les 148 persones inactives 53 estaven jubilades, 46 estaven estudiant i 49 estaven classificades com a «altres inactius».

### Ingressos
El 2009 a Coulombiers hi havia 446 unitats fiscals que integraven 1.086,5 persones, la mediana anual d'ingressos fiscals per persona era de 18.111 €.

### Activitats econòmiques
Dels 51 establiments que hi havia el 2007, 2 eren d'empreses extractives, 1 d'una empresa alimentària, 1 d'una empresa de fabricació d'elements pel transport, 3 d'empreses de fabricació d'altres productes industrials, 8 d'empreses de construcció, 13 d'empreses de comerç i reparació d'automòbils, 1 d'una empresa de transport, 4 d'empreses d'hostatgeria i restauració, 1 d'una empresa financera, 2 d'empreses immobiliàries, 7 d'empreses de serveis, 4 d'entitats de l'administració pública i 4 d'empreses classificades com a «altres activitats de serveis».
Dels 15 establiments de servei als particulars que hi havia el 2009, 1 era una oficina de correu, 2 tallers de reparació d'automòbils i de material agrícola, 1 paleta, 3 guixaires pintors, 1 fusteria, 1 lampisteria, 1 empresa de construcció, 2 perruqueries, 2 restaurants i 1 agència immobiliària.
Dels 6 establiments comercials que hi havia el 2009, 1 era una fleca, 1 una carnisseria, 2 botigues d'equipament de la llar, 1 un drogueria i 1 una floristeria.
L'any 2000 a Coulombiers hi havia 29 explotacions agrícoles que ocupaven un total de 2.071 hectàrees.

## Equipaments sanitaris i escolars
El 2009 hi havia 1 escola maternal i 1 escola elemental.

## Poblacions properes
El següent diagrama mostra les poblacions més properes.